# Direction générale de la Surveillance du territoire
 (septembre 2010).
Si vous disposez d'ouvrages ou d'articles de référence ou si vous connaissez des sites web de qualité traitant du thème abordé ici, merci de compléter l'article en donnant les références utiles à sa vérifiabilité et en les liant à la section « Notes et références ».
Cet article possède un paronyme, voir Direction de la Surveillance du territoire.
La Direction générale de la Surveillance du territoire (DGST) (en arabe: المديرية العامة لمراقبة التراب الوطني), est le service de renseignement intérieur du Maroc, chargé officiellement de la sécurité territoriale.
Le service s'appelait auparavant la DST (Direction de la surveillance du territoire). Il sera rebaptisé en 2013 par Abdellatif Hammouchi après des changements internes rendant la structure autonome par rapport à la Direction générale de la Sûreté nationale (DGSN), durant la direction de Hamidou Laânigri.

## Liste des directeurs
- Houcine Jamil (1973-1980)
- Driss Basri
- Abdeaziz Allabouch (1980-1999)
- Noureddine Benbrahim (1999-2000)
- Général Hamidou Lâanigri (2000-2003)
- Mohamed Harrari (2003-2005)
- Abdellatif Hammouchi (2005-maintenant)

## Chronologie des principales opérations de démantèlement des cellules terroristes
Jusqu'en mars 2023, le Bureau central d’investigations judiciaires (BCIJ) a interpellé 1 400 individus impliqués dans des affaires de terrorisme au Maroc. Parmi eux, 85 % étaient liés à l'organisation Daech. Au total, 91 cellules terroristes ont été démantelées, dont voici quelques exemples :
Le jeudi 19 octobre 2023, quatre individus s’activant dans les villes de Tanger, Tétouan, Inezgane et Aït Melloul soupçonnés de préparer de dangereux actes terroristes visant la sécurité et la stabilité du pays ont été arrêtés par le BCIJ.
Le Lundi 29 mai 2023 à Tanger, Le Bureau central d’investigations judiciaires (BCIJ) a démantelé une cellule terroriste composée de trois individus, et qui préparait des actes dangereux visant à porter atteinte à la sécurité du Maroc.
Le Mercredi 11 janvier 2023, le BCIJ affirme que les interventions des forces spéciales de la DGST ont permis l'arrestation de l'un des éléments extrémistes a Chtouka Ait Baha, simultanément avec l'arrestation par les autorités espagnoles de deux autres membres de la même cellule à Almeria, dont Les investigations ont montré que les personnes arrêtées ont prêté allégeance à Daech. Elles s'activaient dans la diffusion et la promotion des idées extrémistes pour les besoins de recrutement et d'embrigadement.
Les 29 et 30 janvier 2024, le Bureau central d’investigations judiciaires (BCIJ) a procédé au démantèlement d’une cellule terroriste opérant dans les villes de Casablanca, Béni Mellal, Inezgane et Tanger. Les individus arrêtés étaient chargés de recruter de nouveaux adeptes pour le compte de l’organisation terroriste Daech,.
- Le jeudi 19 octobre 2023, le Bureau central d’investigations judiciaires (BCIJ) a arrêté quatre individus opérant dans les villes de Tanger, Tétouan, Inezgane et Aït Melloul. Ils sont soupçonnés de planifier des actes terroristes graves menaçant la sécurité et la stabilité du pays[2],[7].